# Tulsa
Tulsa là thành phố lớn thứ hai của tiểu bang Oklahoma và là thành phố lớn thứ 47 của Hoa Kỳ. Dân số ước tính năm 2009 là 389.625 người, vùng đô thị Tulsa là 929.015 người. Thành phố này là quận lỵ của quận Tulsa, quận đông nhất ở Oklahoma.